# Mish Maoul
Mish Maoul è il sesto album in studio da solista della cantante belga Natacha Atlas, pubblicato nel 2006. 

## Tracce
1. Oully Ya Sahbi (featuring Sofiane Saidi) (Atlas, Dubulah, Sparkes) – 5:36
2. Feen (featuring Princess Julianna) (Atlas, Dubulah, Higgins, Sparkes) – 5:54
3. Hayati Inta (Atlas, Eagleton) – 4:02
4. Ghanwa Bossanova (Atlas, Dubulah, Sparkes) – 6:33
5. Bathaddak (featuring Princess Julianna) (Atlas, Higgins, Whelan) – 5:12
6. Bab el Janna (Atlas, Dubulah, Sparkes) – 5:46
7. Wahashni (Atlas, Dubulah, Sparkes) – 4:46
8. Haram Aleyk (Atlas, Sabet, Whelan) – 5:11
9. La Lil Khowf (featuring Clotaire K & Sofiane Saidi) (Atlas, Dubulah, Sparkes, Clotaire K) – 5:32
10. Yariet (Atlas, Eagleton) – 3:37